# Barbara Olmsted
Pour les articles homonymes, voir Olmsted.
Barbara Olmsted, née le 17 août 1959 à North Bay, est une kayakiste canadienne. 

## Carrière
Barbara Olmsted participe aux Jeux olympiques de 1984 à Los Angeles et remporte la médaille de bronze en K-4 500 M.